# Dewey Martin (musicista)
Dewey Martin (nato Walter Milton Dwayne Midkiff; Chesterville, 30 settembre 1940 – Van Nuys, 31 gennaio 2009) è stato un batterista canadese, noto soprattutto per il suo lavoro con la band Buffalo Springfield.